# Nicola Ruffoni
Nicola Ruffoni (Brescia, 14 december 1990) is een Italiaans wielrenner die tot mei 2017 reed voor Bardiani CSF. Eind 2013 liep hij al stage bij deze ploeg, deze stage wist hij om te zetten in een profcontract vanaf het seizoen 2014.
Namens zijn ploeg nam hij deel aan de Ronde van Italië 2014, waar hij in de elfde etappe buiten tijd binnenkwam en dus noodgedwongen de koers moest verlaten. Ook de twee volgende edities wist hij niet uit te rijden.
Op 4 mei 2017 werd vlak voor de start van de Ronde van Italië van 2017 bekend dat Ruffoni op 25 april 2017 positief testte op groeihormonen tijdens een out-of-competition-controle. Zijn teamgenoot Stefano Pirazzi testte positief op dezelfde producten. Op 5 mei 2017 verklaarde Ruffoni op Facebook dat de positieve controle mogelijk te wijten is aan het gebruik van antibiotica tegen een prostaatontsteking. Na zijn positieve test werd Ruffoni ontslagen door Bardiani CSF. Door de UCI werd hij voor vier jaar geschorst.

## Overwinningen
2013
1e en 2e etappe Ronde van Friuli-Venezia Giulia
 Wegwedstrijd op de Middellandse Zeespelen
2014
3e etappe Ronde van Poitou-Charentes
2016
1e en 6e etappe Ronde van Oostenrijk
Grote Prijs Bruno Beghelli
2017
3e en 4e etappe Ronde van Kroatië
Puntenklassement Ronde van Kroatië

## Resultaten in voornaamste wedstrijden
| Jaar | Ronde van Italië | Ronde van Frankrijk | Ronde van Spanje |
| ---- | ---------------- | ------------------- | ---------------- |
| 2014 | buiten tijd      |                     |                  |
| 2015 | opgave           |                     |                  |
| 2016 | opgave           |                     |                  |

| Jaar | Gent-Wevelgem | Amstel Gold Race |
| ---- | ------------- | ---------------- |
| 2014 |               |                  |
| 2015 |               |                  |
| 2016 | opgave        | opgave           |

## Ploegen
- 2013 –  Bardiani Valvole-CSF Inox (stagiair vanaf 1-8)
- 2014 –  Bardiani CSF
- 2015 –  Bardiani CSF
- 2016 –  Bardiani CSF
- 2017 –  Bardiani CSF (tot 19-5)

Andreetta · Barbin · Battaglin · Boem · Bongiorno · Chirico · Colbrelli · Manfredi · Piechele · Pirazzi · Ruffoni · Simion · L.Sterbini · S.Sterbini · Tonelli · Zardini
Andreetta · Barbin · Boem · Bongiorno · Chirico · Ciccone · Colbrelli · Maestri · Pirazzi · Rota · Ruffoni · Simion · L.Sterbini · S.Sterbini · Tonelli · Velasco · Zardini
Albanese · Andreetta · Barbin · Boem · Bresciani · Ciccone · Maestri · Maronese · Pacinotti · Pirazzi · Rota · Ruffoni · Simion · Sterbini · Tonelli · Velasco · Wackermann · Zardini · Fortunato (stagiair) · Orsini (stagiair)